# Dee Williams
Dee Williams (Texas, 24 de junio de 1977) es una actriz pornográfica y modelo fetichista estadounidense.

## Biografía
Nacida en el estado de Texas, en junio de 1977, comenzó su carrera como modelo fetichista, especializándose en la temática BDSM, y en esta, en el bondage. Compaginó esta carrera, gracias a su novio y posterior marido Matt Williams, actor, director y productor pornográfico, con la de actriz, debutando en 2004, con 27 años.
Como actriz, ha grabado películas para productoras como FM Concepts, Evil Angel, Pervcity, Naughty America, Kink.com, Devil's Film, Jewell Marceau, Brazzers, New Sensations, Pure Taboo, Private o Girlfriends Films, entre otras.
En 2017 recibió su primera nominación en los Premios AVN en la categoría de Mejor escena de sexo lésbico en grupo por la película Whipped Ass 17, junto a Mona Wales, Mistress Kara y Daisy Ducati.
Ha aparecido en más de 1100 películas como actriz.
Algunas películas suyas son All Girl Fight Club, Anal Craving MILFs 4, Anal Super Powers, Blacks On Cougars 16, Boober, Darling Maid, Lesbian Control, Mom Is Horny, Nina Hartley's Private Sessions 9 o Tickle Ties.

## Premios y nominaciones
| Año  | Ceremonia    | Resultado | Premio                                   | Trabajo                      |
| ---- | ------------ | --------- | ---------------------------------------- | ---------------------------- |
| 2017 | Premios AVN  | Nominada  | Mejor escena de sexo lésbico en grupo    | Whipped Ass 17               |
| 2020 | Premios AVN  | Nominada  | Mejor actuación no sexual                | Teenage Lesbian              |
| 2020 | Premios XBIZ | Nominada  | Artista MILF del año                     | —                            |
| 2021 | Premios AVN  | Nominada  | Artista MILF/Cougar del año              | —                            |
| 2021 | Premios XBIZ | Nominada  | Artista MILF del año                     | —                            |
| 2022 | Premios AVN  | Nominada  | Artista MILF / Cougar del año            | —                            |
| 2022 | Premios XBIZ | Nominada  | Artista MILF del año                     | —                            |
| 2023 | Premios AVN  | Nominada  | Artista MILF / Cougar del año            | —                            |
| 2023 | Premios AVN  | Nominada  | Mejor escena de sexo transexual en grupo | The Physical: Nurses Retreat |
| 2023 | Premios XBIZ | Nominada  | Artista MILF del año                     | —                            |
| 2024 | Premios AVN  | Nominada  | Mejor actriz en mediometraje             | We Musn’t Upset Him          |
| 2024 | Premios XBIZ | Nominada  | Artista MILF del año                     | —                            |
| 2025 | Premios XMA  | Nominada  | Artista MILF del año                     | —                            |
| 2025 | Premios XMA  | Nominada  | Mejor escena de sexo en película comedia | Motherfucker                 |